# Idéologie socialiste du Kuomintang
 (décembre 2023).
L'idéologie socialiste historique du Kuomintang est une forme de pensée socialiste développée en Chine continentale au début de la République de Chine. L'organisation révolutionnaire Tongmenghui dirigée par Sun Yat-sen fut la première à promouvoir le socialisme en Chine.

## Organisations
Le Tongmenghui et son successeur, le Kuomintang, furent les premiers à développer l'idéologie socialiste en Chine.

## Histoire
L'un des trois principes du peuple du Kuomintang, Minsheng, a été défini comme les moyens de subsistance du peuple par Sun Yat-sen. Le concept peut également être compris comme une protection sociale. Sun l'a compris comme une économie industrielle et l'égalité des propriétés foncières pour les paysans chinois. Ici, il a été influencé par le penseur américain Henry George (voir Géorgisme) et le penseur britannique Bertrand Russell ; la taxe sur la valeur foncière à Taiwan en est un héritage. Il a divisé les moyens de subsistance en quatre domaines : la nourriture, les vêtements, le logement et le transport, et planifié comment un gouvernement chinois idéal pourrait s’en occuper pour son peuple.
Le Kuomintang était considéré comme ayant une idéologie socialiste. « L'égalisation des droits fonciers » était une clause incluse par Sun dans le Tongmenghui original. L'idéologie révolutionnaire du Kuomintang dans les années 1920 incorporait le socialisme chinois unique à son idéologie,.
L'Union soviétique a formé les révolutionnaires du Kuomintang à l' Université Sun Yat-sen de Moscou . En Occident et en Union soviétique, Tchang Kai-shek était connu sous le nom de « Général rouge ».
Le Kuomintang a tenté de lever des impôts sur les marchands de Canton et les marchands ont résisté en levant une armée, le Corps des Volontaires des Marchands. Les marchands étaient conservateurs et réactionnaires et nommèrent Chen Lianbao, un éminent commerçant compradore , à la tête du Corps des Volontaires. Le Corps des marchands accusait le Kuomintang de mener une « Révolution rouge » à Canton. Les marchands étaient soutenus par les impérialistes étrangers occidentaux tels que les Britanniques,, qui dirigeaient une flottille internationale pour les soutenir contre Sun.
Un général du Kuomintang exécuta plusieurs marchands et le Kuomintang forma un Comité révolutionnaire d'inspiration soviétique. Le Parti communiste de Grande-Bretagne a félicité Sun pour sa guerre contre les impérialistes et les capitalistes étrangers.
Même après que Tchang se soit retourné contre l'Union soviétique et ait massacré les communistes, il a continué ses activités anticapitalistes et la promotion de la pensée révolutionnaire, accusant les commerçants d'être réactionnaires et contre-révolutionnaires.
Le consulat des États-Unis et d'autres occidentaux à Shanghai étaient préoccupés par l'approche du « général rouge » Tchang alors que son armée prenait le contrôle de l'expédition du Nord.

## Idéologie
Le Kuomintang promeut également les sociétés d'État et son fondateur, Sun Yat-sen, a été fortement influencé par les idées économiques d'Henry George, qui croyait que les rentes extraites des monopoles naturels ou de l'utilisation des terres appartenaient au public. Sun a plaidé en faveur du géorgisme et a souligné l'importance d'une économie mixte, qu'il a appelée « le principe de Minsheng » dans ses Trois principes du peuple : « Les chemins de fer, les services publics, les canaux et les forêts devraient être nationalisés, et tous les revenus provenant du les terres et les mines devraient être entre les mains de l'État. Avec cet argent en main, l'État peut donc financer les programmes de protection sociale. »
Ma Hongkui, le gouverneur musulman du Kuomintang du Ningxia, a promu les sociétés monopolistiques d'État. La société Fu Ning de son gouvernement avait le monopole du commerce et de l'industrie au Ningxia.
La 36e division musulmane chinoise (Armée nationale révolutionnaire) a gouverné le sud du Xinjiang de 1934 à 1937. Le général musulman Ma Hushan était le chef de la 36e division. Les musulmans chinois exploitaient des usines de tapis appartenant à l’État.
Le gouvernement du Kuomintang sous Sun et Tchang a dénoncé le féodalisme comme contre-révolutionnaire et s'est fièrement proclamé révolutionnaire. Tchang a qualifié les seigneurs de guerre de féodaux et a appelé à l'éradication du féodalisme et des contre-révolutionnaires par le Kuomintang. Il a montré une rage extrême lorsqu'il a été qualifié de chef de guerre en raison de ses connotations négatives et féodales.

## Soutien
Le leader révolutionnaire et communiste Vladimir Lénine a félicité Sun Yat-sen et le Kuomintang pour leur idéologie et leurs principes. Lénine a fait l'éloge de Sun, de ses tentatives de réforme sociale et l'a félicité pour sa lutte contre l'impérialisme étranger. Sun a également rendu l'éloge, le qualifiant de « grand homme » et a envoyé ses félicitations pour la révolution en Russie.

## Influence
Le Việt Nam Quốc Dân Đảng, également connu sous le nom de Kuomintang vietnamien, était basé sur le Kuomintang et une partie de son idéologie était le socialisme.
Le Comité révolutionnaire du Kuomintang (CRK) a été fondé en 1948 par des membres de gauche qui ont rompu avec le Kuomintang principal pendant la guerre civile chinoise. Le CRK est désormais l'un des neuf partis politiques enregistrés en République populaire de Chine.